# Beaucroissant
Beaucroissant – miejscowość i gmina we Francji, w regionie Owernia-Rodan-Alpy, w departamencie Isère.
Według danych na rok 1990 gminę zamieszkiwało 1195 osób, a gęstość zaludnienia wynosiła 107 osób/km² (wśród 2880 gmin regionu Rodan-Alpy Beaucroissant plasuje się na 687. miejscu pod względem liczby ludności, natomiast pod względem powierzchni na miejscu 1037.).